# Centrorhynchus golvani
Centrorhynchus golvani är en hakmaskart som beskrevs av Anantaraman, et al 1969. Centrorhynchus golvani ingår i släktet Centrorhynchus och familjen Centrorhynchidae. Inga underarter finns listade i Catalogue of Life.